# ササスズメダイ属
ササスズメダイ属 (学名：Azurina) は、スズメダイ科の下位分類群のひとつ。
ササスズメダイやタイワンスズメダイなど一部の種はかつてスズメダイ属 (学名：Chromis)に分類されていた。太平洋の熱帯域に分布する。

## 分類
2023年現在、10種が属する。日本からは2種が知られる。
- Azurina atrilobata (Gill, 1862)
- Azurina brevirostris (Pyle, Earle & Greene, 2008)
- Azurina cyanea (Poey, 1860)
- Azurina elerae (Fowler & Bean 1928) タイワンスズメダイ
- Azurina eupalama Heller and Snodgrass, 1903
- Azurina hirundo Jordan & McGregor, 1898
- Azurina intercrusma (Evermann & Radcliffe, 1917)
- Azurina lepidolepis (Bleeker, 1876) ササスズメダイ
- Azurina meridiana D. W. Greenfield & L. P. Woods, 1980
- Azurina multilineata (Guichenot 1853)